# Craugastor spatulatus
Craugastor spatulatus är en groddjursart som först beskrevs av Smith 1939.  Craugastor spatulatus ingår i släktet Craugastor och familjen Craugastoridae. IUCN kategoriserar arten globalt som starkt hotad. Inga underarter finns listade i Catalogue of Life.